# De rozenelf
De rozenelf is een sprookje van Hans Christian Andersen, het verscheen in 1842.

## Het verhaal
In de mooiste roos in een rozenstruik woont een elf, hij vermaakt zich in de zonneschijn. Op een dag komt hij laat thuis, de roos is al gesloten. Hij vliegt naar de kamperfoelie en ziet twee mensen. Ze zitten naast elkaar en hopen nooit gescheiden te worden. De broer van de vrouw heeft de man echter op reis gestuurd en ze kussen elkaar. Ze kust een roos en deze opent zich, waarna het elfje naar binnen vliegt. De vrouw geeft de roos aan de man en hij doet de roos op zijn borst. De man kust de roos, maar de broer van de vrouw steekt hem dood. Hij snijdt zijn hoofd af en begraaft deze onder de lindeboom.
De man gaat naar huis, maar het elfje zit in een lindeblad wat in zijn haren is komen te zitten toen hij het graf groef. Het blad komt op het bed van de vrouw terecht en het elfje kruipt in haar oor en vertelt wat er is gebeurd. In haar droom hoort ze dat als bewijs een blad van de bloeiende lindeboom op haar bed zal liggen als ze ontwaakt. Het elfje gaat wonen in een struik met maandroosjes. Hij ziet de broer van de vrouw in de slaapkamer komen, maar ze zegt niet wat ze weet. Op een nacht gaat ze naar de lindeboom en vindt haar geliefde. Ze smeekt God haar ook te laten sterven.
De vrouw neemt het hoofd van haar geliefde mee en plukt een takje van de jasmijn. Ze doet het hoofd in een bloempot en plant de tak van de jasmijn. De elf vliegt het raam uit en gaat naar de roos, maar er hangen alleen nog maar een rozenbottel. Hij gaat naar een andere roos en vliegt elke ochtend naar het raam van het meisje. Ze huilt zilte tranen bij de jasmijntak en ze wordt bleker. De jasmijn wint aan frisheid en er komen bloemknopjes. Het elfje vertelt het slapende meisje over een prieel waar de rozen geuren en de liefde van de elfjes bloeit. Het meisje sterft en is in de hemel bij haar geliefde. 
De broer houdt de jasmijn en zet hem in zijn slaapkamer. Het rozenelfje gaat mee en vliegt van bloem tot bloem. Elke bloem heeft een ziel en het elfje vertelt over de gedode man en de arme zuster. De bloemen zijn gegroeid uit de ogen en lippen van de dode en weten het. Het elfje gaat naar de bijen en de koningin geeft opdracht de moordenaar de volgende dag te doden. Als de broer slaapt komen de giftige sporen van de bloemenzielen tevoorschijn. Ze fluisteren de man akelige dromen in en vegen over zijn lippen. 
De volgende ochtend komt de bijenzwerm, maar de man is al dood. De mensen rond het bed geven de geur van de jasmijn de schuld. De bijen vliegen rond de bloempot en een man wordt gestoken, waarna hij de pot laat vallen. Het doodshoofd wordt ontdekt en men weet nu dat de broer een moordenaar was.